# Związek Wszechniemiecki
Związek Wszechniemiecki, Liga Pangermańska (niem. Alldeutscher Verband) – niemiecka organizacja nacjonalistyczna założona w 1891 w proteście przeciwko traktatowi z Wielką Brytanią w 1890 (w którym, jak uznali założyciele partii, Niemcy zrzekły się Zanzibaru w zamian za Helgoland), promująca ideę pangermanizmu i imperialnych Niemiec.
Celem Związku Wszechniemieckiego był protest przeciwko działaniom rządu, które, jak uważali, osłabiają Niemcy. Zgodnie z wyznawaną ideologią darwinizmu społecznego walczyli o higienę rasową i byli przeciwko mieszaniu krwi z tak zwanymi niższymi rasami, za jakich uważali Żydów. W 1913 Związek opracował projekt „prawa o obcych”, zrealizowanego przeszło 20 lat później jako ustawy norymberskie. Propaganda Związku miała silny wpływ na niemiecki rząd i podważała osiągnięcia polityki zagranicznej Bismarcka w czasach II Rzeszy. Związek był szczególnie aktywny podczas I wojny światowej, kiedy jej członkowie przeciwdziałali demokratyzacji i byli za nieograniczoną wojną podwodną, a wszystkich przeciwników nazywali tchórzami.
Po tym jak w 1917 roku, na żądanie parlamentarnej większości, rząd niemiecki podjął negocjacje pokojowe z aliantami, wpływowi członkowie partii wzięli udział w założeniu Niemieckiej Partii Ojczyźnianej (Deutsche Vaterlandspartei).
Po wojnie Związek wspierał generała Ludendorffa w oskarżaniu demokratów i socjalistów o zdradę Niemiec i spowodowanie klęski wojennej. Według nich nie można oskarżać o przegraną armii, która była „niepokonana w polu”. Oskarżenie to jest nazywane Dolchstoßlegende (legendą ciosu w plecy). W rzeczywistości Ludendorf stwierdził, że wojna była przegrana już w październiku 1918 (wtedy rozpoczęto rokowania rozejmowe), czyli jeszcze przed niemiecką rewolucją listopadową.
W późniejszym okresie Związek nie miał już większego znaczenia. Współpracował z podobnymi organizacjami, między innymi Towarzystwem Thule i Freikorps. Jako sympatyzująca z celami NSDAP organizacja istniała w okresie III Rzeszy i ostatecznie 13 marca 1939 została rozwiązana przez Reinharda Heydricha z powodu wypełnienia celów statutowych.